# سرژیپه
سرژیپه (به پرتغالی: Sergipe) کوچک‌ترین ایالت برزیل است که در شمال شرقی این کشور قرار دارد.